# Jane Colden
Jane Colden (27 de marzo de 1724 – 10 de marzo de 1766) fue una botánica estadounidense, descripta por Asa Gray en 1843 como la "primera botánica de su sexo en su país". Eruditos contemporáneos afirman que fue la primera mujer científica de toda América.

## Biografía
Colden era originaria de New York City, su padre Cadwallader Colden (1688–1776) era un médico formada en la Universidad de Edinburgo y se involucró en la política y el manejo de Nueva York, luego de arribar allí. Fue educada en su propio hogar, y su padre le proporcionó con entrenamiento botánico siguiendo el nuevo sistema de clasificación desarrollado por Carlos Linneo.
Entre 1753 a 1758, Jane Colden catalogó la flora de Nueva York, compilando especímenes e información en más de 300 especies de plantas del valle bajo del río Hudson Valley, clasificándolas de acuerdo al sistema de Linneo. Desarrolló un sistema para la toma de impresiones de hojas, siendo también una experta ilustradora y fueron estos métodos los que favorecieron sus profundos estudios sobre las gardenias. A través de su padre, mantuvo correspondencia con líderes naturalistas de la época. 
Se casó con William Farquhar en 1759, continuando con su labor botánica. En 1766, dio a luz a su hijo, pero meses después falleció.
Su manuscrito original, describiendo la flora de Nueva York, se guarda en el British Museum.

## Algunas publicaciones
- 1963. Botanic manuscript. Ed. ilustrada de Garden Club of Orange & Dutchess Counties, N. York, 205 pp.

## Honores
Un santuario vegetal en su honor se estableció a fines de 1990s en Knox's Headquarters State Historic Site en New Windsor, en cercanías donde vivió y trabajó.

### Eponimia
- (Boraginaceae) Coldenia L.[1]